# Waldsieversdorf
Waldsieversdorf is een gemeente in de Duitse deelstaat Brandenburg, en maakt deel uit van het Landkreis Märkisch-Oderland.

## Demografie
| Jaar | Inwoners |
| ---- | -------- |
| 1875 | 59       |
| 1890 | 65       |
| 1910 | 378      |
| 1925 | 678      |
| 1933 | 583      |
| 1939 | 776      |
| 1946 | 830      |
| 1950 | 1 079    |
| 1964 | 1 144    |
| 1971 | 1 060    |

| Jaar | Inwoners |
| ---- | -------- |
| 1981 | 1 095    |
| 1985 | 1 067    |
| 1989 | 1 094    |
| 1990 | 1 042    |
| 1991 | 1 041    |
| 1992 | 1 117    |
| 1993 | 1 050    |
| 1994 | 1 000    |
| 1995 | 1 075    |
| 1996 | 1 253    |

| Jaar | Inwoners |
| ---- | -------- |
| 1997 | 1 129    |
| 1998 | 1 137    |
| 1999 | 934      |
| 2000 | 944      |
| 2001 | 913      |
| 2002 | 931      |
| 2003 | 1 163    |
| 2004 | 1 133    |
| 2005 | 1 254    |
| 2006 | 1 179    |

| Jaar | Inwoners |
| ---- | -------- |
| 2007 | 929      |
| 2008 | 920      |
| 2009 | 898      |
| 2010 | 921      |
| 2011 | 840      |
| 2012 | 843      |
| 2013 | 814      |

Altlandsberg ·
Alt Tucheband ·
Bad Freienwalde ·
Beiersdorf-Freudenberg ·
Bleyen-Genschmar ·
Bliesdorf ·
Buckow (Märkische Schweiz) ·
Falkenberg ·
Falkenhagen (Mark) ·
Fichtenhöhe ·
Fredersdorf-Vogelsdorf ·
Garzau-Garzin ·
Golzow ·
Gusow-Platkow ·
Heckelberg-Brunow ·
Höhenland ·
Hoppegarten ·
Küstriner Vorland ·
Lebus ·
Letschin ·
Lietzen ·
Lindendorf ·
Märkische Höhe ·
Müncheberg ·
Neuenhagen bei Berlin ·
Neuhardenberg ·
Neulewin ·
Neutrebbin ·
Oberbarnim ·
Oderaue ·
Petershagen/Eggersdorf ·
Podelzig ·
Prötzel ·
Rehfelde ·
Reichenow-Möglin ·
Reitwein ·
Rüdersdorf bei Berlin ·
Seelow ·
Strausberg ·
Treplin ·
Vierlinden ·
Waldsieversdorf ·
Wriezen ·
Zechin ·
Zeschdorf